# 潞泽会馆
34°40′51″N 112°28′59″E / 34.68083°N 112.48306°E
潞泽会馆位于中国河南省洛阳市老城区九都东路北侧、瀍河西侧，2001年被列为第五批全国重点文物保护单位。
潞泽会馆始建于清乾隆九年（1744年），系山西潞安府和泽州府两地商人集资兴建的会馆。1981年建为豫西博物馆，1987年改为洛阳民俗博物馆。
建筑群坐东北朝西南，中轴线上有舞楼、大殿、后殿，两侧有钟鼓楼、穿房、廊房、东西配殿等建筑。总占地15750平方米。主体建筑大殿重檐歇山顶，面阔五间进深五间，面积594.55平方米，殿前有月台。